# Gallery of Life
Gallery of Life är det slovakiska power metal-bandet Within Silences debutalbum, utgivet i maj 2015 på Ulterium Records och i Japan på Rubicon Music i januari 2016.
En musikvideo spelades in till "Silent Desire".

## Låtlista
1. "Intro" (instrumental) – 1:09
2. "Silent Desire" – 4:22
3. "Emptiness of Night" – 5:13
4. "Elegy of Doom" – 4:38
5. "The Last Drop of Blood" – 6:59
6. "Love Is Blind" – 4:59
7. "Anger and Sorrow" – 5:53
8. "Judgement Day" – 3:49
9. "The World of Slavery" – 5:54
10. "Road to the Paradise" – 7:40
11. "Outro" (instrumental) – 1:00

Bonusspår på den japanska utgåvan
1. "Emptiness of Night" (Live) – 5:18
2. "Silent Desire" (Demo version) – 4:43

## Medverkande
Musiker
- Martin Klein – sång
- Richard Germanus – leadgitarr
- Martin Čičo – rytmgitarr
- Filip Andel – basgitarr
- Peter Gacik – trummor

Bidragande musiker
- Ján Čverčko – keyboard
- Miloš Mantič – bakgrundssång

Produktion
- Ján Čverčko – producent, inspelningstekniker, mixning, mastering
- Emil Westerdahl – exekutiv producent
- Jan Yrlund – albumkonst